# Walkaway
Walkaway är en ort i Australien. Den ligger i regionen Geraldton-Greenough och delstaten Western Australia, omkring 350 kilometer norr om delstatshuvudstaden Perth. Antalet invånare är 264.
Runt Walkaway är det mycket glesbefolkat, med 6 invånare per kvadratkilometer.. Närmaste större samhälle är Greenough, nära Walkaway. 
Trakten runt Walkaway består till största delen av jordbruksmark. Genomsnittlig årsnederbörd är 360 millimeter. Den regnigaste månaden är juni, med i genomsnitt 65 mm nederbörd, och den torraste är februari, med 3 mm nederbörd.